# Чемпіонат світу з футболу 1966 (кваліфікаційний раунд)
У кваліфікаційному раунді чемпіонату світу з футболу 1966 року 51 збірна змагалася за 14 місць у фінальній частині футбольної світової першості. Ще дві команди, господарі турніру збірна Англії і чинний чемпіон світу збірна Бразилії, кваліфікувалися автоматично, без участі у відбірковому раунді.
Для участі у відборі на світову першість ФІФА отримала заявки від 72 національних команд, три з яких, від збірних Гватемали, Конго-Браззавіля і Філіппін, відхилили. Для решти команд, що представляли усі п'ять наявних на той час континентальних федерацій (УЄФА, КОНКАКАФ, КОНМЕБОЛ, АФК і КАФ), а також для збірної Австралії, яка до жодної конфедерації не належала, розробили формати регіональних турнірів відповідно до визначених для кожного регіону квот.
Утім із 69 команд, для яких розроблявся формат відбору, участь у його матчах узяла лише 51 збірна. Усі 15 команд-представниць африканської КАФ відмовилися від участі в турнірі на знак протесту проти формату, який не передбачав бодай одного гарантованого місця для африканських команд у фінальній частині світової першості. Згодом до їх бойкоту на знак солідарності приєдналася збірна Сирії, яка мала змагатися в турнірі УЄФА. Членство у ФІФА збірної Південно-Африканської Республіки, яка через запроваджену у країні політику апартеїду не входила до континентальної африканської конфедерації і мала змагатися з представниками Азії і Австралією, вже після прийняття формату відбору призупинили, і відповідно її виключили з числа учасників турніру. Нарешті збірна Південної Кореї знялася зі змагання, пославшись на логістичні причини, після того як відбірковий турнір для представників Азії і Австралії перенесли до Камбоджі, країни, керівництво якої підтримувало приязні стосунки з Північною Кореєю.
Загалом провели 127 матчів, першим з яким був двобій між збірними Нідерландів і Албанії 24 травня 1964 року, в якому нідерландський захисник Дан Шрейверс, реалізувавши пенальті, забив перший із 393 голів відбіркового турніру. Завершився кваліфікаційний турнір 29 грудня 1965 року додатковою грою між Болгарією і Бельгією, в якій перемогла перша, ставши останнім, шістнадцятим, учасником фінальної частини світової першості 1966 року.

## Учасники

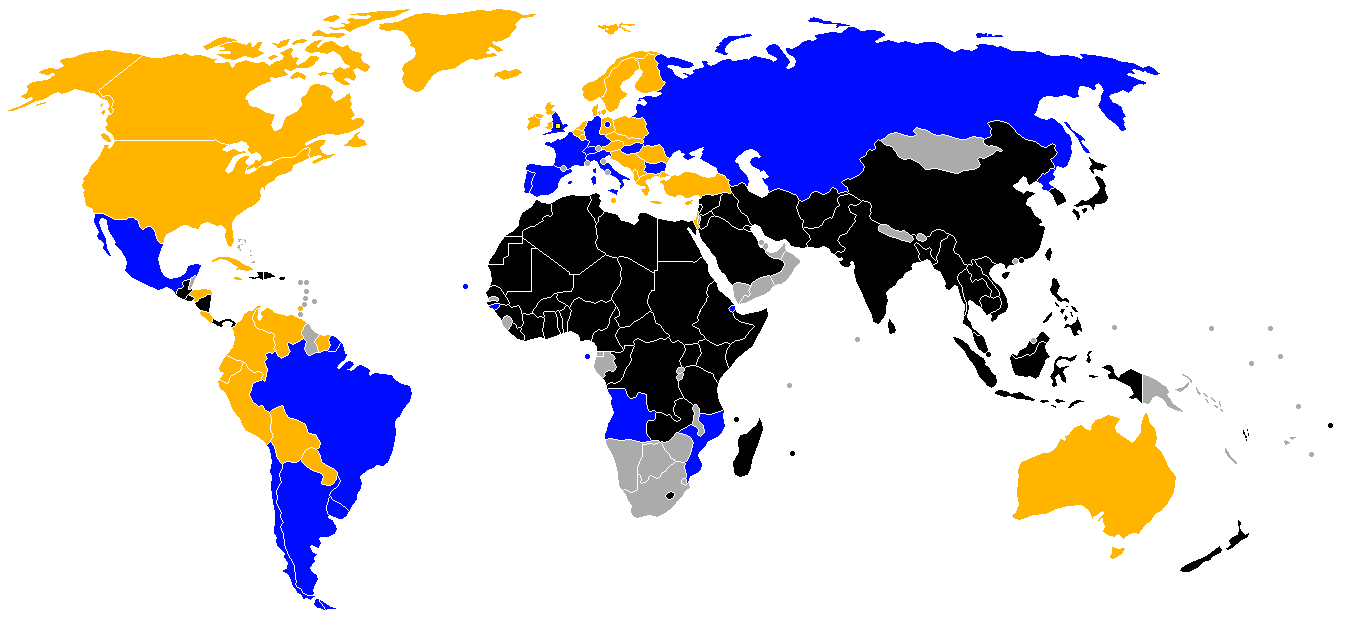
Країни, збірні яких кваліфікувалися на чемпіонат світу
Країни, чиї збірні не кваліфікувалися
Країни, чиї збірні не брали участі у відборі
Країни, що не входили до ФІФА

| Команда        | Спосіб кваліфікації              | Дата кваліфікації | Кількість участей | Участей поспіль | Попереднє досягнення                         |
| -------------- | -------------------------------- | ----------------- | ----------------- | --------------- | -------------------------------------------- |
| Англія         | господарі                        | 22 серпня 1960    | 5                 | 5               | чвертьфінали (1954, 1962)                    |
| Бразилія       | діючий чемпіон                   | 17 червня 1962    | 8                 | 8               | чемпіон (1958, 1962)                         |
| Мексика        | переможець відбору КОНКАКАФ      | 16 травня 1965    | 6                 | 5               | груповий етап (1930, 1950, 1954, 1958, 1962) |
| Уругвай        | переможець Групи 1 (КОНМЕБОЛ)    | 13 червня 1965    | 5                 | 2               | чемпіон (1930, 1950)                         |
| Аргентина      | переможець Групи 3 (КОНМЕБОЛ)    | 22 серпня 1965    | 5                 | 3               | друге місце (1930)                           |
| Угорщина       | переможець Групи 6 (УЄФА)        | 9 жовтня 1965     | 6                 | 4               | друге місце (1938, 1954)                     |
| Чилі           | переможець Групи 2 (КОНМЕБОЛ)    | 12 жовтня 1965    | 4                 | 2               | третє місце (1962)                           |
| СРСР           | переможець Групи 7 (УЄФА)        | 17 жовтня 1965    | 3                 | 3               | чвертьфінали (1958, 1962)                    |
| Португалія     | переможець Групи 4 (УЄФА)        | 31 жовтня 1965    | 1                 | 1               | –                                            |
| Франція        | переможець Групи 3 (УЄФА)        | 6 листопада 1965  | 6                 | 1               | третє місце (1958)                           |
| Іспанія        | переможець Групи 9 (УЄФА)        | 10 листопада 1965 | 4                 | 2               | четверте місце (1950)                        |
| ФРН            | переможець Групи 2 (УЄФА)        | 14 листопада 1965 | 6                 | 4               | чемпіон (1954)                               |
| Північна Корея | переможець відбору АФК / Океанія | 24 листопада 1965 | 1                 | 1               | –                                            |
| Швейцарія      | переможець Групи 5 (УЄФА)        | 24 листопада 1965 | 6                 | 2               | чвертьфінали (1934, 1938, 1954)              |
| Італія         | переможець Групи 8 (УЄФА)        | 7 грудня 1965     | 6                 | 2               | чемпіон (1934, 1938)                         |
| Болгарія       | переможець Групи 1 (УЄФА)        | 29 грудня 1965    | 2                 | 2               | груповий етап (1962)                         |

1. 1 2 3  Дві найкращі команди у групі завершили турнір з рівною кількістю очок, тож між ними проводилася додаткова гра.
2. ↑  Через зняття з турніру усіх африканських команд необхідність проводити раунд плей-оф з переможцями груп відбору у зоні КАФ відпала.

## Кваліфікаційний процес
16 місць, передбачених у фінальній частині світової першості 1966 року, розподілили між континентальними конфедераціями таким чином:
- Європа (УЄФА): 10 місць, включаючи одне місце, зарезервоване за командою-господарем першості, збірною Англії. За решту дев'ять місць мали змагатися 32 команди, включно з командами Ізраїлю та Сирії, остання з яких згодом від участі у відборі відмовилася.
- Південна Америка (КОНМЕБОЛ): 4 місця, включаючи одне місце, зарезервоване за чинним чемпіоном світу збірною Бразилії. За решту три місця змагалися 9 команд.
- Північна Америка, Центральна Америка і Кариби (КОНКАКАФ): 1 місце, на яке претендували 9 команд.
- Африка і Азія (КАФ/АФК): 1 місце, за яке мали змагатися 19 збірних, включаючи віднесену до цього сегменту відбору збірну Австралії. По факту ж після бойкоту відбору всіма представниками КАФ, зняття команди Південної Кореї і призупинення членства ПАР у ФІФА, путівка розігрувалася між двома командами.

## Результати відбору

### АФК і Океанія
Заявки до участі у відборі на чемпіонат світу 1966 в азійській групі надали п'ять збірних, включаючи команду Австралії, яка до жодної конфедерації на той час не належала, та збірну Південно-Африканської Республіки, яка не могла брати участь у кваліфікації з рештою африканських команд через виключення з КАФ. Команди мали змагатися за одне з чотирьох місць у Фінальному міжконтинентальному раунді, в межах якого мала розігруватися едина для країн Азії і Африки путівка на світову першість.
Заявку на участь у турнірі від збірної Філіппін відхилила ФІФА, команда Південно-Африканської Республіки не змогла взяти участь у відборі, оскільки призупинили членство цієї країни у ФІФА через запроваджену в ній політику апартеїду, а збірна Південної Кореї відмовилася від участі, пославшись на логістичні складнощі. У результаті участь в іграх відбору брали тільки дві команди, Австралія і Північна Корея, за результатами двох матчів перемогу здобула остання.
Через бойкот відбіркового турніру усіма командами африканської КАФ необхідності проведення Фінального міжконтинентального раунду не було, і північні корейці отримали пряму путівку до фінальної частини чемпіонату світу.
| Поз | Команда            | І | В | Н | П | ГЗ | ГП | РГ | О | Кваліфікація |
| --- | ------------------ | - | - | - | - | -- | -- | -- | - | ------------ |
| 1   | Північна Корея     | 2 | 2 | 0 | 0 | 9  | 2  | +7 | 4 |              |
| 2   | Австралія          | 2 | 0 | 0 | 2 | 2  | 9  | −7 | 0 |              |
| —   | ПАР (D)            | 0 | – | – | – | –  | –  | —  | 0 |              |
| —   | Південна Корея (W) | 0 | – | – | – | –  | –  | —  | 0 |              |

### КАФ
Після відмови в задоволені заявки на участь у відборі від збірної Конго-Браззавіля до кваліфікаційного раунду у конфедерації КАФ допустили 15 команд, які розділили на шість груп по дві або три команди в кожній для першого раунду відбору. Шість переможців цих груп мали скласти три пари, у кожній з яких під час другого раунду за результатами двох матчів мали визначатися три учасники фінального раунду, на якому до них мав приєднатися переможець відбору в азійській конфедерації для визначення володаря єдиної для цих двох конфедерацій путівки до фінальної частини чемпіонату світу.

#### Бойкот з боку африканських команд
Представники футбольних федерацій африканських країн висловили протест щодо формату відбору, згідно з яким Африка не отримувала бодай одного гарантованого місця на мундіалі, а також щодо допуску до змагання збірної Південно-Африканської Республіки, якій ФІФА дозволила змагатися разом з азійськими командами попри виключення цієї країни з КАФ через апартеїд.
Згодом, восени 1964 року, конгрес ФІФА призупинив членство Південної Африки в організації і відсторонив збірну країни від участі у відборі на ЧС-1966, таким чином частково задовільнивши вимоги африканської футбольної конфедерації.
Утім, вимогу щодо гарантованого представництва африканців на світовій першості не задовольнили, після чого усі п'ятнадцять команд континенту знялися з відбіркового турніру на чемпіонат світу 1966 року, а континентальна конфедерація офіційно відмовилася брати участь у подібних турнірах доки командам Африки не буде гарантовано представництво у фінальній частині світової першості. Відповідні зміни до формату відбору зробили вже в рамках кваліфікаційного раунду наступного чемпіонату світу.

### КОНКАКАФ
Заявки на участь у відборі подали представники десяти національних команд регіону Північної і Центральної Америки та Карибів. Після відхилення заявки збірної Гватемали залишилося дев'ять команд, які розіграли єдину путівку на світову першість у двох раундах кваліфікації.
У першому раунді їх розподілили по трьох групах по три команди в кожній, переможці яких виходили до фінального раунду. Переможець цього другого й останнього раунду відбору, яким стала збірна Мексики, здобував право представити регіон на світовій першості.
| Легенда                                               |
| ----------------------------------------------------- |
| Кваліфікувалася до фінальної частини чемпіонату світу |

| Місце | Команда    | О | І | В | Н | П | Г+ | Г- | РГ  |
| ----- | ---------- | - | - | - | - | - | -- | -- | --- |
| 1     | Мексика    | 7 | 4 | 3 | 1 | 0 | 12 | 2  | +10 |
| 2     | Коста-Рика | 4 | 4 | 1 | 2 | 1 | 8  | 2  | +6  |
| 3     | Ямайка     | 1 | 4 | 0 | 1 | 3 | 3  | 19 | −16 |

### КОНМЕБООЛ
Збірна Бразилії отримала автоматичну путівку на ЧС-1966 як тріумфатор попередньої світової першості, а решта дев'ять збірних країн-членів південноамериканської футбольної конфедерації боролися за ще три путівки на світовий турнір. Їх поділили на три групи по три команди в кожній, переможці груп кваліфікувалися для участі в мундіалі. У групі 2 для визначення переможця довелося проводити додаткову гру на нейтральному полі.
| Легенда                                                        |
| -------------------------------------------------------------- |
| Кваліфікувалися до фінальної частини чемпіонату світу          |
| Стали учасниками додаткового матчу за вихід на чемпіонат світу |

#### Підсумкові турнірні таблиці груп
| Місце | Команда   | О | І | В | Н | П |
| ----- | --------- | - | - | - | - | - |
| 1     | Уругвай   | 8 | 4 | 4 | 0 | 0 |
| 2     | Перу      | 4 | 4 | 2 | 0 | 2 |
| 3     | Венесуела | 0 | 4 | 0 | 0 | 4 |

| Місце | Команда  | О | І | В | Н | П |
| ----- | -------- | - | - | - | - | - |
| 1=    | Чилі     | 5 | 4 | 2 | 1 | 1 |
| 1=    | Еквадор  | 5 | 4 | 2 | 1 | 1 |
| 3     | Колумбія | 2 | 4 | 1 | 0 | 3 |

| Місце | Команда   | О | І | В | Н | П |
| ----- | --------- | - | - | - | - | - |
| 1     | Аргентина | 7 | 4 | 3 | 1 | 0 |
| 2     | Парагвай  | 3 | 4 | 1 | 1 | 2 |
| 3     | Болівія   | 2 | 4 | 1 | 0 | 3 |

#### Плей-оф у Групі 2
| 12 жовтня 1965 | Чилі                  | 2 – 1    | Еквадор   | Ліма, Перу                                                                 |  |
|                | Санчес 16' Маркос 40' | Протокол | Гомес 89' | Стадіон: Естандіо Насьйональ Глядачі: 44,864 Суддя: Гойкоеччеа (Арегнтина) |  |
|                |                       |          |           |                                                                            |  |

### УЄФА
Збірна Англії кваліфікувалася до фінальної частини чемпіонату світу 1966 року автоматично як господар цього турніру. За решту дев'ять путівок на мундіаль висловили готовність поборотися національні команди 30 європейських країн, до яких додалися збірні Ізраїлю та Сирії. Остання згодом знялася зі змагання на знак солідарності з африканськими командами. Учасників відбору від УЄФА поділили на дев'ять груп по три або чотири команди в кожній (у Групі 9 після зняття Сирії залишилося лише дві збірні). Переможці груп отримували путівки до фінальної частини світової першості.
| Легенда                                                        |
| -------------------------------------------------------------- |
| Кваліфікувалися до фінальної частини чемпіонату світу          |
| Стали учасниками додаткового матчу за вихід на чемпіонат світу |

#### Підсумкові турнірні таблиці груп
| Місце | Команда  | О | І | В | Н | П |
| ----- | -------- | - | - | - | - | - |
| 1=    | Бельгія  | 6 | 4 | 3 | 0 | 1 |
| 1=    | Болгарія | 6 | 4 | 3 | 0 | 1 |
| 3     | Ізраїль  | 0 | 4 | 0 | 0 | 4 |

| Місце | Команда | О | І | В | Н | П |
| ----- | ------- | - | - | - | - | - |
| 1     | ФРН     | 7 | 4 | 3 | 1 | 0 |
| 2     | Швеція  | 5 | 4 | 2 | 1 | 1 |
| 3     | Кіпр    | 0 | 4 | 0 | 0 | 4 |

| Місце | Команда    | О  | І | В | Н | П |
| ----- | ---------- | -- | - | - | - | - |
| 1     | Франція    | 10 | 6 | 5 | 0 | 1 |
| 2     | Норвегія   | 7  | 6 | 3 | 1 | 2 |
| 3     | Югославія  | 7  | 6 | 3 | 1 | 2 |
| 4     | Люксембург | 0  | 6 | 0 | 0 | 6 |

| Місце | Команда        | О | І | В | Н | П |
| ----- | -------------- | - | - | - | - | - |
| 1     | Португалія     | 9 | 6 | 4 | 1 | 1 |
| 2     | Чехословаччина | 7 | 6 | 3 | 1 | 2 |
| 3     | Румунія        | 6 | 6 | 3 | 0 | 3 |
| 4     | Туреччина      | 2 | 6 | 1 | 0 | 5 |

| Місце | Команда           | О | І | В | Н | П |
| ----- | ----------------- | - | - | - | - | - |
| 1     | Швейцарія         | 9 | 6 | 4 | 1 | 1 |
| 2     | Північна Ірландія | 8 | 6 | 3 | 2 | 1 |
| 3     | Нідерланди        | 6 | 6 | 2 | 2 | 2 |
| 4     | Албанія           | 1 | 6 | 0 | 1 | 5 |

| Місце | Команда  | О | І | В | Н | П |
| ----- | -------- | - | - | - | - | - |
| 1     | Угорщина | 7 | 4 | 3 | 1 | 0 |
| 2     | НДР      | 4 | 4 | 1 | 2 | 1 |
| 3     | Австрія  | 1 | 4 | 0 | 1 | 3 |

| Місце | Команда | О  | І | В | Н | П |
| ----- | ------- | -- | - | - | - | - |
| 1     | СРСР    | 10 | 6 | 5 | 0 | 1 |
| 2     | Уельс   | 6  | 6 | 3 | 0 | 3 |
| 3     | Греція  | 5  | 6 | 2 | 1 | 3 |
| 4     | Данія   | 3  | 6 | 1 | 1 | 4 |

| Місце | Команда   | О | І | В | Н | П |
| ----- | --------- | - | - | - | - | - |
| 1     | Італія    | 9 | 6 | 4 | 1 | 1 |
| 2     | Шотландія | 7 | 6 | 3 | 1 | 2 |
| 3     | Польща    | 6 | 6 | 2 | 2 | 2 |
| 4     | Фінляндія | 2 | 6 | 1 | 0 | 5 |

| Місце | Команда  | О        | І        | В        | Н        | П        |
| ----- | -------- | -------- | -------- | -------- | -------- | -------- |
| 1=    | Іспанія  | 2        | 2        | 1        | 0        | 1        |
| 1=    | Ірландія | 2        | 2        | 1        | 0        | 1        |
| —     | Syria    | withdrew | withdrew | withdrew | withdrew | withdrew |

#### Ігри плей-оф
Додаткові матчі на нейтральному полі були необхідні для визначення переможців у Групі 1 та Групі 2, де найкращі команди набрали по рівній кількості очок.
| 10 листопада 1965 | Іспанія    | 1 – 0    | Ірландія | Париж, Франція                                 |  |
|                   | Уфарте 79' | Протокол |          | Стадіон: Парк де Пренс Суддя: Швінте (Франція) |  |
|                   |            |          |          |                                                |  |

| 29 грудня 1965 | Болгарія           | 2 – 1    | Бельгія        | Флоренція, Італія                                  |  |
|                | Аспарухов 18', 19' | Протокол | Вуцов 75' (аг) | Стадіон: Стадіо Комунале Суддя: Сбарделла (Італія) |  |
|                |                    |          |                |                                                    |  |

## Бомбардири
7 голів
- Еусебіу

6 голів
- Міміс Папайоанну

5 голів
| - Поль ван Гімст - Георгі Аспарухов - Сандро Маццола | - Джоббі Кроссан - Влодзімеж Любанський - Банішевський Анатолій Андрійович | - Ісідро Діас Мехіа - Ектор Сільва |

4 голи
| - Нікола Котков - Франтішек Кнеборт - Рой Вернон | - Мілан Галич - Еррол Деніелс - Леонель Ернандес | - Ернесто Сіснерос - Педро Роча |

3 голи
| - Джонні Тіо - Карол Йокл - Югані Пелтонен - Нестор Комбен - Філіпп Гонде - Йоргос Сідеріс - Паоло Барізон - Луї Піло - Єржі Садек | - Іванов Валентин Козьмич - Метревелі Слава Калістратович - Хесус Марія Переда - Якоб Кун - Айвор Оллчерч - Рудольф Брунненмаєр - Пак Син Чжін - Едгар Марін - Вільям Кірос | - Ласкеллес Данклі - Зігфрід Гальтман - Луїс Артіме - Ерміндо Онега - Альберто Фуїю - Леонель Санчес - Енріке Раймонді - Педро Пабло Леон |

2 голи
| - Іван Мраз - Оле Фрітсен - Оле Мадсен - Петер Дуке - Юрген Нельднер - Янош Фаркаш - Мате Феньвеші - Джачінто Факкетті - Бруно Мора - Джанні Рівера - Генні ван Не - Джордж Бест - Гаралд Берг - Еріг Йогансен - Ернест Поль - Ніколае Джорджеску - Віорел Матеяну | - Джон Грейг - Деніс Лоу - Баркая Володимир Олександрович - Ларс Гранстрем - Бу Ларссон - Агне Сімонссон - Турбйорн Юнссон - Рене-П'єр Квентен - Февзі Земзем - Вернер Кремер - Вольфганг Оверат - Клаус-Дітер Зілофф - Драган Джаїч - Лес Шейнфлуг - Хан Бон Чжін - Кім Син Іль - Хосе Луїс Гонсалес Давілья | - Хав'єр Фрагосо - Аарон Паділья Гутьєррес - Сальвадор Реєс Монтеон - Віргіліо Сілле - Стенлі Гумберт Крентен - Едмунд Ватервал - Енді Алеонг - Ед Мерфі - Рауль Бернао - Карлос Кампос Санчес - Рубен Маркос - Еухеніо Мендес - Ігнасіо Пр'єто - Антоніо Рада - Ерменехільдо Сегрера - Альберто Спенсер - Луїс Савалья |

1 гол
| - Меджит Гаджю - Роберт Яшарі - Еріх Гоф - Жеф Журіон - Вілфрід Пуї - Жак Стокман - Стоян Кітов - Іван Колев - Александер Горват - Душан Кабат - Андрей Квашняк - Могенс Берг - Кай Поульсен - Томмі Троельсен - Ебергард Фогель - Мартті Гювярінен - Семі Нуоранен - Марсель Артелеса - Андре Гі - Анжель Рамбер - Андреас Папаеммануїл - Ференц Бене - Кальман Месей - Деже Новак - Дьюла Ракоші - Енді Маківой - Рахамім Талбі - Джакомо Бульгареллі - Едзіо Паскутті - Ернест Бреннер - Еді Дублін - Аді Шміт - Франс Гьортсен - Тео Лазеромс - Бенні Мюллер - Дан Шрейверс - Віллі Ірвін - Террі Ніл - Пер Крістофферсен - Улав Нільсен - Арне Педерсен | - Фінн Земанн - Кай Сьєберг - Уле Ставрум - Роман Лєнтнер - Маріу Колуна - Жаймі Граса - Сорін Аврам - Александру Бадя - Дан Кое - Кароль Крейнічану - Йон Пиркелаб - Стіві Чалмерс - Дейв Гібсон - Біллі Макнілл - Дейві Вілсон - Казаков Борис Олександрович - Хусаїнов Галімзян Саліхович - Месхі Михайло Шалвович - Сабо Йожеф Йожефович - Воронін Валерій Іванович - Карлос Лапетра - Хосе Уфарте - Курт Хамрін - Уве Чіндваль - Антон Аллеманн - Роберт Госп - Айхан Елмасташоглу - Недім Доган - Рон Девіс - Він Девіс - Майк Інгленд - Ронні Ріс - Альфред Гайс - Уве Зеелер - Гайнц Штрель - Горст Шиманяк - Дражан Єркович - Владимир Ковачевич - Джемалудин Мушович - Велибор Васович | - Ім Син Хві - Пак Ду Ік - Фернандо Хіменес - Тарсісіо Родрігес Вікес - Хуан Гонсалес Сото - Ніколас Мартінес - Анхель П'єдра - Антоніо дос Сантос - Хосе Рікардо Тейлор - Сід Бартлетт - Оскар Блек - Патрік Блер - Арт Велч - Ашер Велч - Хосе Луїс Ауссін - Ігнасіо Хаурегі - Раміро Наварро - Кеннет Клюйверт - Елвін Корніл - Джефф Желліно - Боббі Сукрем - Гельмут Біцек - Волт Шмотолоча - Фортунато Кастільйо - Рамон Кеведо - Роландо Варгас - Ромуло Гомес - Вашингтон Муньйос - Селіно Мора - Вісенте Родрігес - Хуан Карлос Рохас - Немесіо Москера - Хесус Пелаес Міранда - Віктор Сегарра - Даніло Менесес - Хосе Уррусменді - Фредді Елі - Рафаель Сантана - Умберто Франсіско Сковіно - Археніс Тортолеро |

1 автогол
| - Іван Вуцов (у грі проти Бельгії) - Костас Панайоту (у грі проти ФРН) - Стіг Гольмквіст (у грі проти Італії) | - Хосе Анхель Ірібар (у грі проти Ірландії) - Грем Вільямс (у грі проти СРСР) | - Хосе Рамос Дельґадо (у грі проти Болівії) - Рікардо Гонсалес (у грі проти Аргентини) |